# وعلان أبيض الأزهار
وعلان أبيض الأزهار (الاسم العلمي:Commelina albiflora) هو نوع من النباتات يتبع جنس الوعلان من الفصيلة الوعلانية.